# Fußball-Bundesliga/Rekorde/FC 08 Homburg
Der Artikel Fußball-Bundesliga/Rekorde/FC 08 Homburg listet die vereinsspezifischen Rekorde des FC 08 Homburg auf, die mit Bezug auf die Zugehörigkeit zur deutschen Fußball-Bundesliga gehalten werden.
Der Verein ist aktuell kein Bundesligist (Stand: Saison 2024/25).

Siehe auch: 

## Vorbemerkung
Es besteht eine Unterteilung zwischen Positiv- und Negativrekorden sowie vereinsinternen Bestmarken. Weitere Rekorde, die dem Verein nicht zuzuordnen sind, werden im Hauptartikel unter „Allgemein“ gelistet. Dort bestehen zudem die Rubriken „Trainerspezifische Rekorde“, „Schiedsrichterspezifische Rekorde“ sowie „Sonstige Rekorde“. Es besteht außerdem die Möglichkeit „In nächster Zeit möglicherweise fallende Bestmarken“ im unteren Bereich der Hauptseite festzuhalten, bzw. die neuen Rekorde an die passenden Stellen einzusortieren. Wenn möglich, wird zu einem Positivrekord auch der Negativrekord als Gegenstück gelistet (und andersrum). Die Liste erhebt keinen Anspruch auf Vollständigkeit.

## FC 08 Homburg
Aktuelle Platzierung in der Ewigen Tabelle der Fußball-Bundesliga: Platz 44 von 58 (Stand: 17. Spieltag 2024/25)

### Positivrekorde
- wenigste Punkte, mit denen der Klassenerhalt erreicht wurde (umgerechnet auf 3-Punkte-Regel): 27 (1986/87; gemeinsam mit dem Hamburger SV, 2013/14, jeweils über die Relegation die Klasse gehalten)[1]

### Vereinsintern
- Rekordspieler: Uwe Freiler (66 Einsätze)[2]
- Rekordtorhüter: Klaus Scherer (45 Einsätze)[2]
- Rekordtorschütze: Uwe Freiler (15 Tore)